# Japón en los Juegos Paralímpicos de Tokio 1964
Japón estuvo representado en los Juegos Paralímpicos de Tokio 1964 por un total de 16 deportistas, 14 hombres y dos mujeres.

## Medallistas
El equipo paralímpico japonés obtuvo las siguientes medallas:
| Nombre                        | Deporte                    | Evento                                           |
| ----------------------------- | -------------------------- | ------------------------------------------------ |
| Oro                           |                            |                                                  |
| Ikari Watanabe                | Tenis de mesa              | Dobles C masculino                               |
| Plata                         |                            |                                                  |
| S. Aono S. Harasawa S. Saito  | Esgrima en silla de ruedas | Sable por equipos masculino                      |
| S. Aono                       | Natación                   | 50 m libre supino completo clase 5 masculino     |
| T. Yamazaki                   | Tenis de mesa              | Individual C masculino                           |
| S. Ando T. Ando T. Matsumoto  | Tiro con arco              | Ronda Albion por equipos clase abierta masculino |
| T. Ando T. Matsumoto S. Saito | Tiro con arco              | Ronda FITA por equipos clase abierta masculino   |
| Bronce                        |                            |                                                  |
| T. Ando T. Matsumoto          | Dartchery                  | Dobles clase abierta mixto                       |
| S. Makioka                    | Natación                   | 50 m libre prono completo clase 4 masculino      |
| K. Otsuka                     | Tenis de mesa              | Individual C masculino                           |
| C. Inoue F. Ogasawara         | Tenis de mesa              | Dobles C femenino                                |